# Liste der Kulturgüter in Lonay
Die Liste der Kulturgüter in Lonay enthält alle Objekte in der Gemeinde Lonay im Kanton Waadt, die gemäss der Haager Konvention zum Schutz von Kulturgut bei bewaffneten Konflikten, dem Bundesgesetz vom 20. Juni 2014 über den Schutz der Kulturgüter bei bewaffneten Konflikten sowie der Verordnung vom 29. Oktober 2014 über den Schutz der Kulturgüter bei bewaffneten Konflikten unter Schutz stehen.
Objekte der Kategorie A sind im Gemeindegebiet nicht ausgewiesen, Objekte der Kategorie B sind vollständig in der Liste enthalten, Objekte der Kategorie C fehlen zurzeit (Stand: 13. Oktober 2021).

## Kulturgüter
| Foto |                                                                       | Objekt | Kat. | Typ | Standort                             | Beschreibung |
| ---- | --------------------------------------------------------------------- | --- | ---- | --- | ------------------------------------ | ------------ |
| BW   | Datei hochladen · Wikidata zu Herrenhaus und Nebengebäude (Q29891100) | Roman-Dessous, Herrenhaus, Landhaus, Landhaus und Springbrunnen / Roman-Dessous, maison de maître, maison paysanne, rural et fontaine KGS-Nr.: 6218  | B    | G   | Route de Roman 21–23 528900 / 153101 |              |
| BW   | Datei hochladen · Wikidata zu Herrenhaus und Nebengebäude (Q29891098) | Roman-Dessous, Herrenhaus mit Landhaus / Roman-Dessous, maison de maître et rural KGS-Nr.: 14662                                                     | B    | G   | Route de Roman 25–27 528863 / 153087 |              |
| BW   | Datei hochladen · Wikidata zu Winzerhaus und Nebengebäude (Q29891104) | Roman-Dessus, Weinbauernhaus mit Landhaus / Roman-Dessus, maison vigneronne et rural KGS-Nr.: 14663                                                  | B    | G   | Route de Roman 14 528992 / 153137    |              |
| BW   | Datei hochladen · Wikidata zu Herrenhaus und Nebengebäude (Q29891103) | Roman-Dessus, Herrenhaus, Nebengebäude, Land- und Wohnhaus / Roman-Dessus, maison de maître, dépendance, rural et maison d’habitation KGS-Nr.: 14664 | B    | G   | Route de Roman 10 529018 / 153154    |              |